# 현대 HD
 현대 HD는 현대자동차의 도시형버스형 준대형 버스다. 
- 1977년에 현대 HD 1000, D0710이랑 같이 HD160 과 HD170 이 출시 이후, 1982년 1월에 후속모델인 FB485에게 물려주고 단종된 프론트엔진 대형 버스 차종이다.

## 특징
전형적인 전방 엔진-후륜 구동(FR) 방식의 버스이다.
- 1977년 HD160과 HD170 이 동시에 출시되었고, 상위급 모델인 HD170은 1978년에 페이스리프트를 거쳐서 더 세련된 형태로 진화하였다.
- 반면 하위급 모델인 HD160은 별다른 페이스리프트가 없었다.

- 전방 엔진 차량답게 바닥이 1m 정도로 높고 전후 높이가 일정하며, 자가용/직행/관광용에 한하여 옵션으로 제공되는 냉방 장치는 기본적으로 후방에 서브 엔진 타입으로만 장착된다.

- HD160은 현대자동차에서 면허생산한 영국 퍼킨스의 HD160-92070 엔진을 활용하였고, HD170은 한국기계(현 두산인프라코어)가 면허생산한 MAN D0846HM(7,255cc) 엔진을 사용했다.
- 양쪽 모두 서스펜션은 리프 서스펜션(판스프링)을 사용하며, 1970년대 버스 차량으로써는 드물게 전후륜 휠 고정볼트가 10개라는 특징이 있다.

## HD

### HD160
- 현대 HD160은 현대자동차의 대형 프런트엔진버스이다.

- 포드 R1014의 차대와, 현대자동차에서 면허생산한 영국 퍼킨스 사의 6기통 155마력 터보 디젤 엔진인 HD160-92070을 활용하였고, 현대자동차에서 개발한 리벳리스 차체를 동급 최초로 적용했다.

- 경쟁사인 대우자동차보다 11년 먼저 적용했다는 점에서 대한민국 최초의 리벳리스 차체라고 볼 수 있다.
- 형식은 현대 HD160 시외형 시외농어촌행버스/자가용버스/시외형 시외직행버스/관광버스용의 전문형과 현대 HD160L 시내형 도시형버스/시내형 농어촌용버스의 전중문형, 현대 HD160 시외형 시외완행버스/ 시외형 시외직행버스용의 중문형이 있었다.

- 다만 1977년에 출시 초기에는 전문형과 중문형으로만 생산하였고 현대 HD160 시내형 도시형버스는 중문형을 채택하였다.
- 전문형의 경우 당시에는 현재와 같은 완전 자동문 형식이 아닌 운전기사석에서 인력으로 여닫는 반자동 형식이었다.

- 그러다가 1978년 9월 중후반에 현재와 같은 컴프레서로 여닫는 자동문 형식으로 진화하였다.
- 형식은 현대 현대 HD160 HD160L 시내형 도시형버스/시내형 농어촌용버스의 전중문형, 동년 12월 HD160 시외형 시외급행버스/자가용버스시외형 시외직행버스/관광버스용의 전문형과 동년 12월 현대 HD160 시외형 시외완행버스/ 시외형 시외직행버스용의 중문형이 있었다.

- 이와 함께 전중문형 도시형도 출시하였다가 1981년 12월에 자동차산업 합리화조치로 경찰청 불법 인해 현대자동차의 디젤엔진 면허생산이 금지되면서 FB485에 통합되는 형태로 단종되었다.
- 영국식휠 전후륜휠 10홀 10핀 형식이다.
- 자사의 상위급 차종인 HD170과 당시 경쟁차종인 새한 BD098/101과 BF101 에 비해 출력수가 낮아 판매량이 저조하였다.
- 총 1,451량이다.

### HD170
- HD160보다 상급의 대형 프런트엔진 버스 차종으로 HD160이 퍼킨스 디젤 엔진을 사용한것과 달리 HD170은 한국기계(현 두산인프라코어)가 면허생산한 MAN D0846HM (7,255cc) 엔진을 사용했다.

- 1977년 2월에 출시 당시에는 외관이 HD160 과 거의 비슷하였다가 1978년 9월 후반에 전면부가 후속차종인 FB485와 닮은 형식으로 진화하였고 이 때 현대 HD170 HD170L 전중문형식의 시내형 도시형버스/시내형 농어촌버스용이 출시되었다.
- 동년 12월 현대 HD170 전문형 시내좌석형 시내좌석형버스/시외형 시외급행버스용 시외직행버스/관광버스/자가용버스이 출시되었다.
- 동년 12월 현대 HD170 중문형 /시외형 시외완행버스용/시외형 시외직행버스용이 출시되었다.
- 1981년에 전면 헤드램프가 기존의 돌출형식에서  FB485와 같은 매립된 형식으로 진화하였다가 1982년 1월에 마이너체인지 후속 모델인 FB485에게 물려주고 단종되었다. 영국식휠 전후륜휠 10홀 10핀 형식이다.

- 판매량은 경쟁차종인 새한 BF101에 밀렸으며, 시내버스 업계에서는 부산광역시에서 많이 애용하였다.
- 관광부문에서는 판매량이 많았다.
- 총 9,321량이다.

## 참고
- HD160 흑백사진 (네이버 블로그)
- HD160 컬러사진 (네이버 블로그)